# Dieci principi per l'istituzione di un sistema ideologico monolitico

Emblema della Corea del Nord.

I Dieci principi per l'istituzione di un sistema ideologico monolitico, (당의 유일사상체계확립의 10대 원칙?) noti anche come i "Dieci principi del sistema mono-ideologico") sono una serie di dieci principi e 65 clausole che stabiliscono gli standard di governo e guidano i comportamenti del popolo della Corea del Nord.
Inizialmente proposti da Kim Yong-ju, il fratello minore di Kim Il-sung, nel 1967 e resi ufficiali da Kim Jong-il nel 1974, il Sistema ideologico monolitico emerse nel contesto dei dibattiti politici interni nel Partito del Lavoro di Corea e sulle sfide esterne provocate dalla crisi sino-sovietica. Il Sistema ideologico monolitico venne implementato da Kim Il-sung per fermare i dissidenti interni e imporre il dominio della sua famiglia sul sistema politico della Corea del Nord.
I Dieci Principi devono essere memorizzati da tutti i cittadini, ed assicurano l'assoluta fedeltà e obbedienza a Kim Il-sung, Kim Jong-il e Kim Jong-un. I Dieci Principi sono parte integrante della vita politica e quotidiana del popolo e costituiscono le fondamenta del culto della personalità.
I dizionari nordcoreani definiscono il sistema monolitico come:

## Dieci principi
Gli originali Dieci Principi sono elencati qui di seguito:
1. Noi dobbiamo dare tutto il nostro meglio nella lotta per unificare l'intera società con l'ideologia rivoluzionaria del Grande Leader Kim Il-sung.
2. Noi dobbiamo onorare il Grande Leader compagno Kim Il-sung con tutta la nostra lealtà.
3. Noi dobbiamo rendere assoluta l'autorità del Grande Leader compagno Kim Il-sung.
4. Noi dobbiamo rendere l'ideologia rivoluzionaria del Grande Leader compagno Kim Il-sung la nostra fede e rendere le sue istruzioni il nostro credo.
5. Noi dobbiamo aderire rigorosamente al principio dell'obbedienza incondizionata nell'eseguire le istruzioni del Grande Leader compagno Kim Il-sung.
6. Noi dobbiamo rafforzare l'intera ideologia del partito, la sua forza di volontà e la sua unità rivoluzionaria, incentrata sul Grande Leader compagno Kim Il-sung.
7. Noi dobbiamo imparare dal Grande Leader compagno Kim Il-sung e adottare il suo stile comunista, i suoi metodi di lavoro rivoluzionari e il suo stile di lavoro orientato verso il popolo.
8. Noi dobbiamo valorizzare la vita politica che ci è stata data dal Grande Leader compagno Kim Il-sung, e ripagare lealmente la sua grande fiducia politica e gentilezza con maggiore consapevolezza politica e abilità.
9. Noi dobbiamo stabilire delle regolamentazioni organizzative forti così che l'intero partito, nazione ed esercito possano muoversi come una singola cosa sotto l'unica e sola leadership del Grande Leader compagno Kim Il-sung.
10. Noi dobbiamo tramandare il grande risultato della rivoluzione del Grande Leader compagno Kim Il-sung da generazione in generazione, ereditandolo e completandolo fino alla fine.

### Versione dettagliata
Qui di seguito, una versione ancor più dettagliata dei Dieci Principi:
1. Lotta con tutta la tua vita per dipingere l'intera società nel solo colore del pensiero rivoluzionario del Grande Leader Compagno Kim Il-Sung. È considerata la più importante dottrina del nostro partito quella di dipingere l'intera società del solo colore del pensiero rivoluzionario del Grande Leader, e un obiettivo superiore è quello di edificare sistema ideologico unitario del nostro partito.
2. Rispetta e venera molto e con lealtà il Grande Leader Compagno Kim Il-sung. Venerare molto il Grande Leader Compagno Kim Il-sung è il dovere più nobile dei guerrieri rivoluzionari che sono eternamente fedeli al grande leader. Al suo interno giace la gloria della nostra nazione e la felicità eterna del nostro popolo.
3. Rendi assoluta l'autorità del Grande Leader Compagno Kim Il-sung. Affermare la natura assoluta dell'autorità del Grande Leader Compagno Kim Il-sung è la richiesta suprema del nostro obiettivo rivoluzionario e della volontà rivoluzionaria del nostro partito e del nostro popolo.
4. Accetta il pensiero rivoluzionario del Grande Leader Compagno Kim Il-sung come la tua fede e porta le istruzioni del Grande Leader come il tuo credo. Accettare il pensiero del Grande Leader Compagno Kim Il-sung come la propria fede e seguire le sue istruzioni come il proprio credo è l'elemento più cruciale necessario per diventare un guerriero comunista per sempre fedele alla Juche. È anche una pre-condizione per la vittoria della nostra lotta rivoluzionaria e della sua costruzione.
5. Osserva assolutamente il principio di esecuzione incondizionata nel portare a termine le istruzioni del Grande Leader Compagno Kim Il-sung. L'esecuzione incondizionata delle istruzioni del Grande Leader Compagno Kim Il-sung è il requisito basilare per dimostrare la lealtà nei confronti del Grande Leader e la condizione ultima per la vittoria della nostra lotta rivoluzionaria e la sua istituzione.
6. Riunisci l'unità dell'intelletto ideologico e della solidarietà rivoluzionaria intorno al Grande Leader Compagno Kim Il-sung. L'unità d'acciaio del partito è la fonte della potenza invincibile del partito e un'assicurazione ferma della vittoria della nostra rivoluzione.
7. Apprendi dal Grande Leader Compagno Kim Il-sung e padroneggia la dignità comunista e gli stili di lavoro del popolo. Apprendere la dignità comunista del Grande Leader Compagno Kim Il-sung, i metodi per raggiungere gli obiettivi rivoluzionari e gli stili di lavoro del popolo, sono dei doveri divini di tutti i membri del partito dei lavoratori, e il prerequisito per adempiere all'onorevole destino di guerrieri rivoluzionari.
8. Preserva con cura la vita politica che ti ha concesso il Grande Leader Compagno Kim Il-sung, e ripaga lealmente con un'altra consapevolezza politica e abilità per la fiducia politica illimitata del Grande Leader e per le sue considerazioni. È il nostro più grande onore quello di aver avuto la vita politica dal Grande Leader Compagno Kim Il-sung, e ripagare la sua leale fiducia ci potrà condurre ad un futuro migliore per la nostra vita politica.
9. Stabilisci una forte disciplina organizzativa così che l'intero partito, l'intero popolo e l'intero esercito possano operare uniformemente sotto l'unica guida del Grande Leader Compagno Kim Il-sung. Stabilire una forte disciplina organizzativa è il requisito essenziale per rafforzare l'ideologia collettiva del partito e il suo potere combattivo. È anche una ferma garanzia della vittoria della nostra lotta rivoluzionaria e la sua imposizione.
10. Le grandi realizzazioni rivoluzionarie portate dal Grande Leader Compagno Kim Il-sung devono essere tramandate e perfezionate dalla successione ereditaria fino alla fine. La ferma imposizione dell'unico sistema di leadership è la cruciale garanzia per la preservazione e lo sviluppo dei risultati rivoluzionari del Grande Leader, mentre si raggiunge la vittoria finale della rivoluzione.